# کترینا کیف
کترینا کیف (انگلیسی: Katrina Kaif؛ زادهٔ ۱۶ ژوئیهٔ ۱۹۸۳) بازیگر بریتانیایی است که در فیلم‌های هندی‌زبان فعالیت دارد. او یکی از بازیگران زن هند با بیشترین دستمزد است و افتخارات گوناگونی از جمله چهار جایزهٔ اسکرین و چهار جایزهٔ زی سین برنده شده و نامزد دریافت چهار جایزهٔ فیلم‌فیر هم بوده‌است. اگرچه بازخوردها نسبت به بازیگری او متفاوت بوده، او برای توانایی رقصیدن در آیتم نامبرهای مختلف و موفق شهرت دارد.
کیف در هنگ کنگ به دنیا آمد و قبل از نقل مکان به لندن، در چندین کشور زندگی می‌کرد. او ابتدا هنگام نوجوانی در زمینهٔ مدلینگ فعالیت می‌کرد و این حرفه را دنبال کرد. در یک نمایش مد در لندن، کایزاد گوستاد، فیلم‌ساز هندی تصمیم گرفت او را برای فیلم بوم (۲۰۰۳) انتخاب کند که از لحاظ تجاری و نظر منتقدان ناموفق بود. زمانی که کیف در هند بود، فعالیت مدلینگ او با موفقیت همراه بود؛ با این حال، فیلم‌سازان به دلیل تسلط ضعیف او به زبان هندی برای انتخاب او دو دل بودند. کیف مدتی بعد با بازی در چند فیلم کمدی از جمله سلام لندن (۲۰۰۷) به یکی از موفق‌ترین بازیگران زن بالیوود تبدیل شد.
نقش‌آفرینی کیف در فیلم هیجان‌انگیز نیویورک (۲۰۰۹) و کمدی عاشقانهٔ عروس برادر من (۲۰۱۱) با استقبال بهتری از سوی منتقدان همراه بود و برایش نامزد دریافت جایزهٔ فیلم‌فیر بهترین بازیگر زن شد. او در طول این مدت در فیلم‌های هیجان‌انگیز اکشن داستان شگفت‌انگیز عشق منحصربه‌فرد (۲۰۰۹)، راجنیتی (۲۰۱۰) و زندگی روز به روزه (۲۰۱۱) ایفای نقش کرد و با فیلم‌های زمانی تایگر وجود داشت (۲۰۱۲)، موج ۳ (۲۰۱۳) و بنگ بنگ! (۲۰۱۴) به موفقیت بیشتری دست یافت و تمام این فیلم‌ها در میان پرفروش‌ترین فیلم‌های سینمای هند قرار گرفته‌اند. این روند با چندین فیلم ادامه یافت که با فروش کمی در گیشه مواجه شدند اما فیلم‌های اکشن تایگر زنده است (۲۰۱۷) و سوریاوانشی (۲۰۲۱) و درام بهارات (۲۰۱۹) در گیشه موفق بودند. کیف نقش یک بازیگر الکلی را در درام عاشقانهٔ زیرو (۲۰۱۸) ایفا کرد و برندهٔ یک جایزهٔ زی سین شد.
در رسانه‌ها، کیف مرتباً در فهرست محبوب‌ترین و جذاب‌ترین سلبریتی‌های هند قرار گرفته‌است. او از تبلیغ‌کنندگان برندهای مختلف است و در سال ۲۰۱۹ برند لوازم آرایشی خود را راه‌اندازی کرد. کیف همچنین در مؤسسهٔ خیریهٔ مادرش برای کمک به کودکان بی‌بضاعت مشارکت دارد. او در سال ۲۰۲۱ با بازیگر ویکی کائوشال ازدواج کرده‌است.

## آغاز زندگی

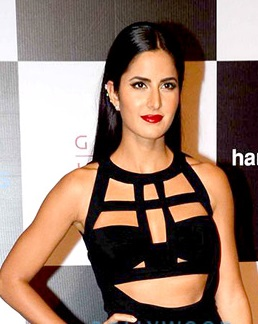
کترینا کیف در شب‌های مد

کترینا در هنگ کنگ از یک پدر کشمیری هندی به نام محمد کیف و مادری انگلیسی به نام سوزانا تورگوت به دنیا آمد. هنگامی که او بسیار کوچک بود پدر و مادرش جدا شدند. کترینا یک برادر و شش خواهر دارد. او و خانواده‌اش از هنگ کنگ به چین و سپس به ژاپن نقل مکان کردند، از آن جا هنگامی که هشت ساله بود به فرانسه رفت و پس از آن برای چند ماه کوتاه در سوئیس، لهستان، آلمان، بلژیک و دیگر کشورهای اروپایی زندگی نمود. او پس از آن با خانواده‌اش به هاوایی نقل مکان نمود و سرانجام به سرزمین مادری اش انگلستان رفت. هر چند بیشتر فرض می‌شود که کترینا اهل لندن است، او پیش از مهاجرت پایانی به بمبئی تنها سه سال در آن جا زندگی کرد.

## زندگی شخصی

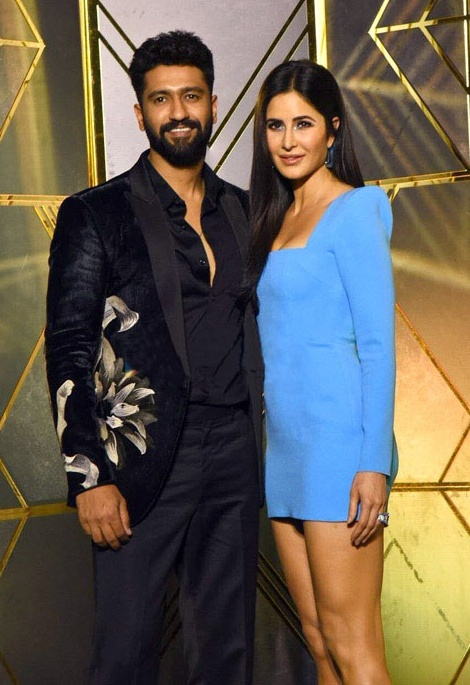
کترینا کیف و ویکی کاوشال در سال ۲۰۲۲

کترینا کیف ارتباط نزدیکی با خانواده‌اش دارد. او در مورد زندگی خصوصی خود محتاط است و تمایلی به صحبت دربارهٔ آن ندارد. در سال ۲۰۰۵ هنگام فیلم‌برداری، فیلم چرا من دوست دارم؟ وارد رابطه با سلمان خان شد و این رابطه در سال ۲۰۱۰ پایان یافت. او از سال ۲۰۱۳ با رانبیر کاپور در رابطه بود و این دو به یکی از محبوب‌ترین زوج‌های بالیوود تبدیل شدند اما در سال ۲۰۱۶ از یکدیگر جدا شدند.
کترینا کیف در ۹ دسامبر ۲۰۲۱ با بازیگر ویکی کائوشال ازدواج کرده‌است.

## فیلم‌شناسی
| سال  | عنوان                   |                  |
| ---- | ----------------------- | ---------------- |
| ۲۰۰۳ | بوم                     | رینا کِیف         |
| ۲۰۰۴ | مالیسواری               | مالیسواری        |
| ۲۰۰۵ | چرا من دوست دارم؟       | سونیا            |
| ۲۰۰۵ | رعد سرکش                | سوآتی            |
| ۲۰۰۵ | سرکار                   | پوجا             |
| ۲۰۰۶ | تو مرا دیوانه کردی      | جیا یاشوردان     |
| ۲۰۰۶ | بالرام در مقابل تاراداس | سوپریا منون      |
| ۲۰۰۷ | شریک                    | پریا             |
| ۲۰۰۷ | استقبال                 | سانجانا          |
| ۲۰۰۷ | سلام لندن               | جَز مالهوترا سینگ |
| ۲۰۰۷ | بستگان                  | ناندینی          |
| ۲۰۰۸ | مسابقه                  | سوفیا            |
| ۲۰۰۸ | سینگ شاه است            | سونیا            |
| ۲۰۰۸ | سلام                    | گویندهٔ فیلم      |
| ۲۰۰۹ | نیویورک                 | مایا شیخ         |
| ۲۰۰۹ | ضربه چپ و راست          | آنجلی            |
| ۲۰۰۹ | داستان شگفت‌انگیز        | جنیفر-جنی پینتو  |
| ۲۰۱۰ | راجنیتی                 | ایندو پاراتاب    |
| ۲۰۱۰ | تیز مارخان              | آنیا خان         |
| ۲۰۱۱ | عروس برادر من           | دیمپل دیکست      |
| ۲۰۱۱ | زندگی روز به روزه       | لیلا             |
| ۲۰۱۲ | یک ببر                  | زویا             |
| ۲۰۱۲ | تا وقتی که زنده ام      | میرا             |
| ۲۰۱۳ | موج ۳                   | آلیا             |
| ۲۰۱۳ | فیلم ناطق بمبئی         | در نقش خودش      |
| ۲۰۱۴ | بنگ بنگ!                | هارلین ساحانی    |
| ۲۰۱۵ | فانتوم                  | نواز میستیری     |
| ۲۰۱۶ | بارها نگاه کن           | دیا وارما        |
| ۲۰۱۶ | وسواس                   | فِردوس جان نِوا    |
| ۲۰۱۷ | جاگا جاسوس              | شِروتی سِنگوپتا    |
| ۲۰۱۷ | تایگر زنده است          | زویا             |
| ۲۰۱۸ | قاتلان هندوستان         | ثریا             |
| ۲۰۱۸ | زیرو                    | بابیتا کوماری    |
| ۲۰۱۹ | بهارات                  | کومود راینا      |
| ۲۰۲۱ | سوریاوانشی              | دکتر آدیتی       |
| ۲۰۲۲ | روح تلفنی               | راگینی ماهشواری  |
| ۲۰۲۳ | تایگر ۳                 | زویا             |
| ۲۰۲۴ | کریسمس مبارک            | انجلی            |